# Martina Šimkovičová
Martina Šimkovičová (de soltera Bučuričová; Modra, 29 de agosto de 1971) es una presentadora de televisión y política eslovaca. De 2016 a 2020, se desempeñó como miembro del Consejo Nacional. Desde octubre de 2023, Šimkovičová se ha desempeñado como Ministra de Cultura de Eslovaquia.

## Biografía
Šimkovičová nació el 29 de agosto de 1971 en Modra como la menor de tres hermanas. Quería estudiar actuación, pero se perdió los exámenes de ingreso y terminó estudiando pedagogía especial en la Universidad Comenius.

### Carrera televisiva
Inicialmente, Šimkovičová comenzó su carrera televisiva con el canal de televisión Markíza en 1998 como presentadora de programas matutinos y presentadora deportiva. Entre 2004 y 2005, ganó los premios OTO en la categoría de presentadora deportiva.
En 2006, Šimkovičová comenzó a presentar el programa principal de noticias, donde formó pareja con Patrik Švajda. Más tarde, Šimkovičová recibió nuevamente el premio OTO, esta vez en la categoría de presentador de noticias. En 2010, compitió en Let's Dance, la versión eslovaca de la franquicia de televisión Dancing with the Stars. Después del nacimiento de su tercer hijo en 2013, se tomó un descanso de su carrera televisiva para centrarse en criar a su familia.
Šimkovičová regresó brevemente a Markíza en febrero de 2015 como presentadora de un programa de chismes de celebridades, Reflex Špeciál. En el verano de 2015, fue despedida de Markíza por publicar contenido de odio sobre refugiados de guerra sirios en su página de Facebook.
Después de su despido, la anteriormente apolítica Šimkovičová se estableció como una estrella de los medios de comunicación de extrema derecha, en particular al publicar contenido xenófobo, antivacas, homófobo y prorruso en Facebook. Šimkovičová fue la cara principal del intento infructuoso de lanzar el nuevo canal de televisión de extrema derecha INTV. En 2018, fue nominada para el premio al homófobo del año por el Instituto de Derechos Humanos por publicaciones regulares en Facebook que promueven el odio contra la comunidad LGBT. En 2021, se convirtió en la anfitriona de la recién fundada televisión por internet Slovan.

### Carrera política
En las elecciones parlamentarias eslovacas de 2016, Šimkovičová fue elegida para el parlamento por el partido político Somos Familia. Sin embargo, poco después de las elecciones, fue expulsada del partido por emitir un voto parlamentario para sí misma. Después del incidente, Šimkovičová fue multada con 1.000 euros por violar el código de conducta del parlamento, pero se negó a renunciar y sirvió el resto del mandato como diputada independiente.
En las elecciones parlamentarias eslovacas de 2020, Šimkovičová encabezó la lista del partido Voz del Pueblo, que recibió menos de 2.000 votos, muy por debajo del umbral de representación.
En las elecciones parlamentarias eslovacas de 2023, Šimkovičová se postuló con éxito en la lista del Partido Nacional Eslovaco (SNS). Šimkovičová afirmó que eligió el SNS porque permitía que "person personalidades independientes" entraran en su lista. Tras la formación de una coalición gubernamental que incluye a SNS, el presidente del partido, Andrej Danko, anunció la nominación de Šimkovičová para el cargo de Ministra de Cultura.
Como ministra, Šimkovičová ha mantenido una tensa relación con los medios de comunicación y las instituciones culturales. Inmediatamente después de asumir el cargo, detuvo toda la financiación para contrarrestar la desinformación, mientras mantenía su programa en Youtube con el diputado Peter Kotlár, que regularmente transmite temas de conversación de la derecha, así como teorías de conspiración. En particular, su afirmación en una entrevista de que los derechos LGBT estaban llevando a la "extinción de la raza blanca" llevó a una crítica generalizada. También ha sido objeto de ridículo público por su carta abierta al Ministro de Cultura checo, que publicó en su página de Facebook, ya que contenía numerosos errores gramaticales y ortográficos. También restauró inmediatamente la cooperación cultural con Rusia y Bielorrusia, que se había suspendido después de la invasión rusa de Ucrania.
En marzo de 2024, Šimkovičová reemplazó a los directores de la Biblioteca Nacional Eslovaca y la Bibiana, la Casa Internacional de Arte para los Niños. Los nuevos gerentes fueron elegidos sin un proceso de selección transparente. Se descubrió que la nueva directora de Bibiana, Petra Flach, era una vecina de Šimkovičová sin experiencia previa en la esfera cultural.
Su política con respecto a la radiodifusión pública de Eslovaquia hace que la Televisión y la Radio Eslovaca tengan que dar la misma representación a teorías como el terraplanismo, lo que fue justificado por su jefe de gabinete Lukáš Machala, ya que "no se había demostrado que la Tierra sea redonda".
Los expertos y los políticos de la oposición se refieren rutinariamente a Šimkovičová "ministra de no cultura". La oposición presentó sin éxito una moción de censura contra Šimkovičová en febrero de 2024 después de una petición en línea que exigía su despido firmado por casi 190.000 personas.
Durante el verano de 2024, Šimkovičová destituyó a los directores del Teatro Nacional Eslovaco y la Galería Nacional Eslovaca sin dar ninguna justificación. En respuesta, otra petición en línea, organizada por los actores Zuzana Fialová y Richard Stanke, el dibujante Martin Šútovec y el escritor Michal Hvorecký, reunió más de 180.000 firmas nuevamente pidiendo la destitución de Šimkovičová. Se organizó una protesta en Bratislava a la que asistieron más de 10.000 personas para apoyar las demandas de la petición. Los ex ministros de cultura Ladislav Snopko, Milan Kňažko, Rudolf Chmel, Marek Maďarič y Silvia Hroncová publicaron una carta abierta en apoyo de las demandas de la petición. La oposición parlamentaria anunció la organización de otra moción de censura contra Šimkovičová y pidió más protestas callejeras contra la "destrucción de la cultura eslovaca". 